# Angelica gmelinii
Angelica gmelinii là một loài thực vật có hoa trong họ Hoa tán. Loài này được (DC.) Pimenov mô tả khoa học đầu tiên năm 1965.